# Cultura de Omán
La cultura de Omán se encuentra asentada sobre la religión del Islam. Los omaníes han desarrollado su propia interpretación del Islam, conocida como Ibadismo (un 75 % de la población), aunque también se practican otras ramas como el sunnismo y el chiismo. También se practican en menor medida el cristianismo y el hinduismo. Debido a la importancia de la religión en el país, el Ramadán y otras festividades islámicas son muy importantes en la cultura omaní.
Omán cuenta con casi seis mil de habitantes (2010)  Archivado el 4 de enero de 2019 en Wayback Machine.). La población está constituida por árabes, baluches e inmigrantes procedentes del sur de Asia (India, Pakistán, Sri Lanka, Bangladés) y África.
La lengua oficial es el árabe, pero el inglés, el baluchi, el urdu y varios dialectos indios también están extendidos en la población.

## Vestimenta nacional

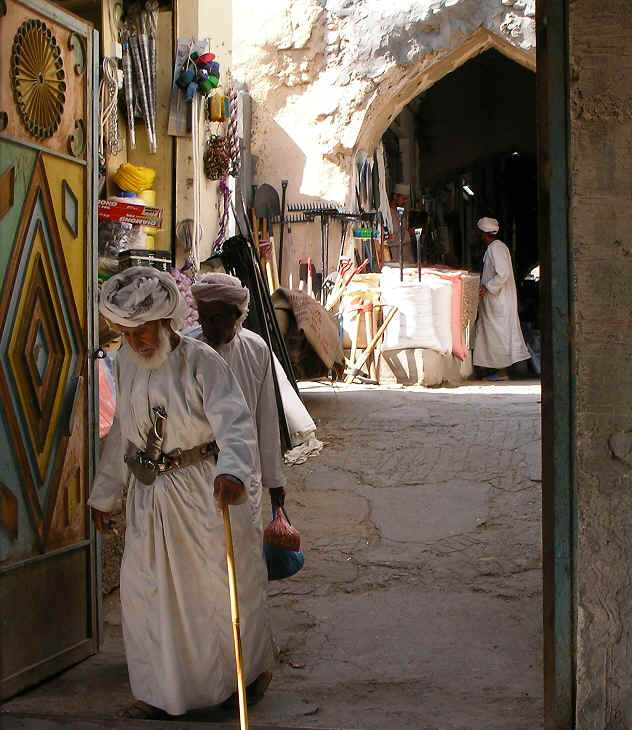
Omaníes en Nizwa.

Para los varones la vestimenta nacional consiste en una larga túnica sin cuello hasta las rodillas y con largas mangas llamada dishdasha. Normalmente el color es blanco, aunque en ocasiones se utilizan otros colores como el marrón, el violeta y el negro. Aparte de la túnica los hombres utilizan otros accesorios como el muzzar (un tipo de turbante), el assa (un bastón utilizado principalmente para ocasiones formales) y el khanjar, una daga curva ceremonial que a menudo se considera un símbolo importante de elegancia masculina.
La vestimenta de las mujeres omaníes consiste en un vestido largo que se lleva sobre unos pantalones (sirwal) y un pañuelo para la cabeza (lihaf). Normalmente las telas utilizadas son muy coloridas. Tradicionalmente las mujeres utilizaban unos zapatos de plataforma de madera, pero actualmente la mayoría prefieren llevar sandalias. El diseño del vestido varía en función de las regiones, así como el color y los materiales. La vestimenta femenina se complementa con joyas, cosméticos y ornamentos artesanales.

## El Dhow
Al ser una nación marinera, un importante símbolo cultural de Omán es el dhow. Estos barcos de vela han sido utilizados durante siglos en la península arábiga, la India y África Oriental para el comercio. De hecho los primeros registros sobre el uso del dhow omaní se remontan al siglo VIII, llegando hasta China. Actualmente el dhow se sigue utilizando para el comercio, la pesca y el turismo, y son embarcaciones habituales en la costa de Omán. Los principales puertos del país son Sohar, Sur, Salalah y Mascate, con grandes flotas. El puerto de Sur mantiene la industria astillera de dhows más importante del país.

## Gastronomía de Omán

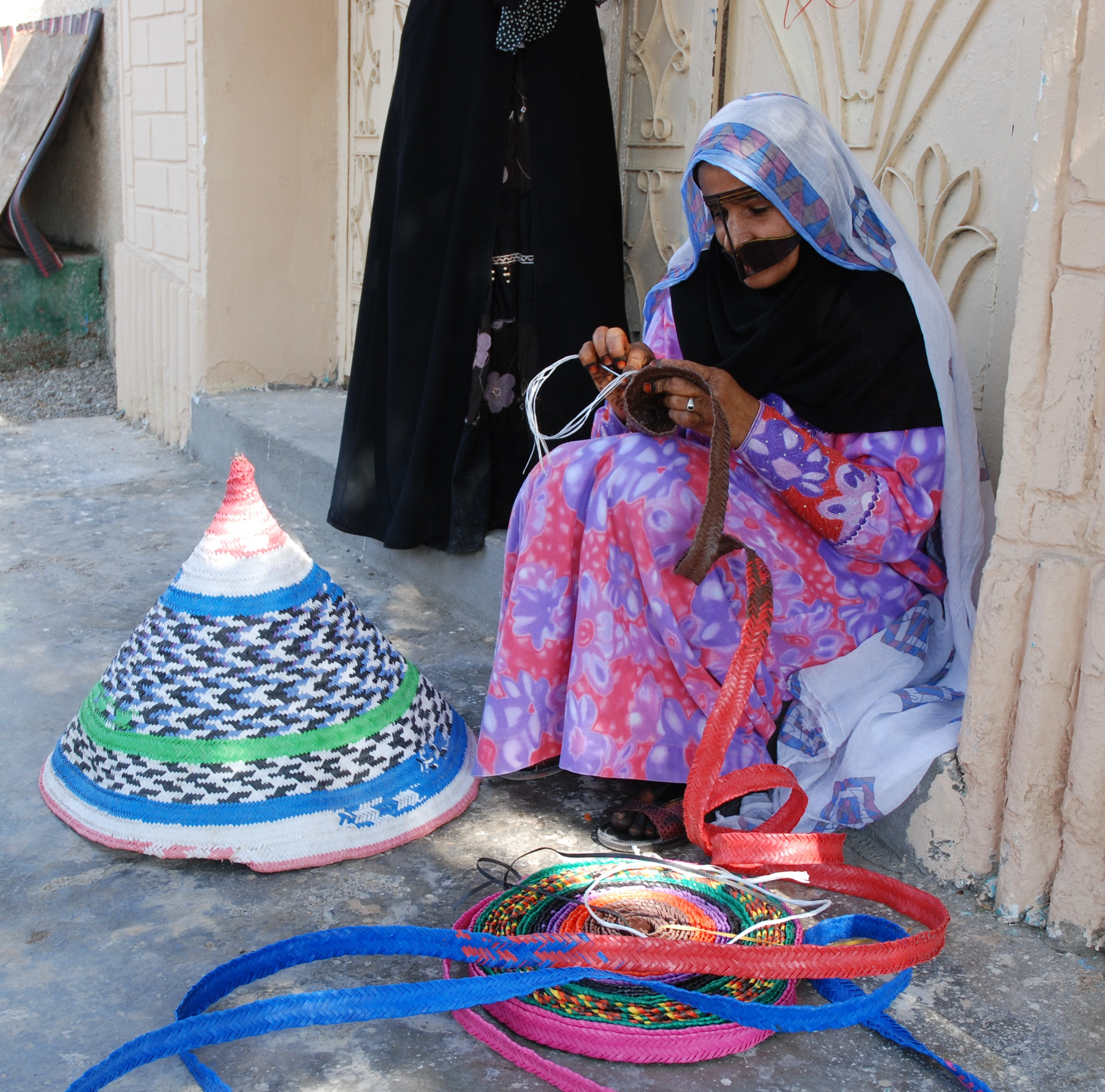
Artesana del norte de Omán.

Por lo general la cocina omaní es muy sencilla, aderezada con muchas especias para completar los platos, que normalmente consisten en pollo, pescado y cordero, que varían de región en región. Por lo general los platos van acompañados de arroz, gran variedad de sopas y caldos, ensaladas, curry y vegetales frescos. En el desierto muchos omaníes toman un dulce llamado halwa. Normalmente se sirve antes de la consumición del kahwa, un tipo de café muy popular y que se considera símbolo de hospitalidad. Otras bebidas populares son el laban (una especie de mantequilla salada) y yogures líquidos.
Para las festividades se preparan platos especiales, siguiendo tradiciones islámicas. La diversidad gastronómica de estas ocasiones es muy diversa, aunque sólo se preparan en estas ocasiones.

## Cine de Omán
Inaugurado en el año 2001, el Festival Internacional de cine de Mascate fue el primer festival de cine de la región del Golfo Pérsico. Desde entonces se celebra cada dos años en la capital del país.
La mayor parte de las películas proyectadas en Omán son películas estadounidenses (Hollywood) e indias (Bollywood), y la producción local es muy modesta. En el año 2006 Khalid Al Zedjali dirigió Al Boom el primer largometraje omaní.

## Museos de Omán
Entre los principales museos de Omán destacán:
- Museo de la Herencia Omaní
- Museo Nacional
- Museo de los Niños
- Museo de Historia Natural
- Bait al Zubair
- El Centro de Exposiciones de Petróleo y Gas & Planetario
- Planetario PDO
- Museo Francés de Omán
- Museo de las Fuerzas Armadas del Sultán
- Centro de Pesca y Ciencias del Mar & Acuario
- Bait Adam
- Museo de la Moneda en el Banco Central de Omán
- Museo de la Puerta de Mascate
- Museo Bait Al Baranda
- Bait Al Na'aman
- Museo del Fuerte Nakhal
- Museo de Salalah
- Fuerte Sohar
- Museo del Incienso
- Museo Sayyid Faisal bin Ali

## Patrimonio cultural
Cuatro lugares de Omán han sido inscritos en la lista del patrimonio mundial en Asia y Oceanía de la UNESCO:
- 1987 : Fuerte de Bahla
- 1988 : Yacimientos arqueológicos de Bat, Al-Khutm y Al-Ayn
- 1994 : Santuario del Oryx árabe (retirado en el año 2007).
- 2000 : Tierra del incienso (Dhofar)
- 2006 : Sistemas de irrigación aflaj de Omán.